# Зе Сержио
Жозе Сержио Прести (порт. José Sérgio Presti; 8. март 1957), познатији као Зе Сержио, бивши је бразилски фудбалер.

## Каријера
Током каријере играо је за Сао Пауло, Сантос, Васко да Гама и Hitachi.

## Репрезентација
За репрезентацију Бразила дебитовао је 1978. године, наступао и на Светском првенству 1978. године. За национални тим одиграо је 25 утакмица и постигао 5 голова.

## Статистика
| Бразил | Бразил | Бразил |
| Год.   | Ута.   | Гол.   |
| ------ | ------ | ------ |
| 1978   | 2      | 0      |
| 1979   | 6      | 0      |
| 1980   | 8      | 4      |
| 1981   | 9      | 1      |
| Укупно | 25     | 5      |